# 埃森博阿國際機場攻擊
埃森博阿國際機場攻擊是1982年8月7日發生在土耳其首都安卡拉埃森博阿國際機場的一起恐怖攻擊，犯案者為兩名亞美尼亞解放祕密軍成員，此次攻擊共造成9人死亡與72人受傷。兩名犯人中有一名被當場擊斃，另一名則受傷被逮後被判處死刑，並於受刑前對殺傷無辜民眾表示後悔。

## 經過
1982年8月7日下午，亞美尼亞解放祕密軍成員祖赫拉卜·萨爾基相（Zohrab Sarkissian）與列翁·埃克梅克吉安（Levon Ekmekjian；）在安卡拉埃森博阿國際機場的報到區引爆炸彈，接著持冲锋枪向邊境管制人員與即將搭乘荷蘭皇家航空班機的旅客射擊，有目擊者表示其中一名犯案者一邊朝四散奔逃的旅客開槍，一邊大喊「我們死了超過百萬人（指1915年的亞美尼亞種族滅絕），你們死25人有什麼關係？」槍戰持續了約2小時，期間犯案者一度在用餐區挾持了20名旅客當人質，並對人質宣傳其組織希望在土耳其東部建國的訴求。
此攻擊共造成9人喪生，72人受傷。死者包括3名土耳其警察、3名土耳其旅客、1名土耳其工作人員、1名美國女士與1名西德工程師。
| 國家   | 死亡人數 |
| ------ | -------- |
| 土耳其 | 7人      |
| 西德   | 1人      |
| 美国   | 1人      |
| 總計   | 9人      |

## 後續

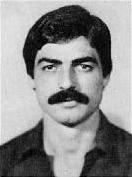
列翁·埃克梅克吉安

亞美尼亞解放祕密軍承認犯案，稱殺害「無辜受害者」的責任應由「土耳其法西斯政府」和支持它的北約和美國扛下，並威脅若7天內美國、加拿大、英國、法國、瑞士與瑞典等國沒有釋放85名被囚禁的亞美尼亞犯人，該組織將在這些國家發動類似攻擊。
此案的兩名犯人中，祖赫拉卜·萨爾基相當場被擊斃，列翁·埃克梅克吉安受傷後被逮補。埃克梅克吉安於1958年出生於黎巴嫩貝魯特附近的哈穆德堡，他被捕後從土耳其警方處得知攻擊中有9人罹難、72人受傷，憤怒地大喊「不夠」。被監禁數月並受到虐待後，埃克梅克吉安接受公開轉播的法庭審判，他在法庭中以亞美尼亞語發言，許多土耳其的赫姆辛人收看轉播後，驚覺他說的語言與自己的非常相似，才發現自己的語言也是亞美尼亞語，赫姆辛人很可能是11世紀左右搬遷至土耳其東部黑海沿岸的亞美尼亞人，已改信伊斯蘭教，但仍繼續使用亞美尼亞語，在觀看審判的轉播前赫姆辛人大多以為自己的祖先來自中亞，語言則是中亞的一種突厥語。
審判中，埃克梅克吉安表示「我因為一個信念而來此，但事後我發現這樣的信念是非常荒謬而錯誤的。」在獄中他寫了一封信對殺傷無辜民眾表示後悔，並奉勸亞美尼亞解放祕密軍的其他成員放棄暴力手段。埃克梅克吉安被判處死刑，上訴後被法院駁回，於1983年1月29日被吊死，不久後土耳其便廢除了死刑，因此他很可能是土耳其最後一位被執行死刑的犯人。
2013年，埃克梅克吉安的兄弟哈姆帕特苏姆·埃克梅克吉安（Hampartsum Ekmekjian）請求土耳其政府歸還他的遺體，2016年1月土耳其批准了此請求，將他的遺體從墓園中掘出，並空運至法國，但DNA檢測結果顯示送還的遺骨實為一名女性與一些狗的骨頭。

## 反應
美國國務院發言人卡羅琳·約翰遜（Carolyn Johnson）表示，美國政府強烈譴責這起可恥的攻擊，此次攻擊再次提醒我們要採取強力手段對抗這種惡劣的不法行徑。土耳其總統凱南·埃夫倫頒布消滅亞美尼亞解放祕密軍的命令，由土耳其國家情報局下的國際行動組執行。
8月10日，一位名為阿爾廷·佩尼克的亞美尼亞裔土耳其人在伊斯坦堡塔克西姆廣場自焚而死，以抗議亞美尼亞解放祕密軍針對平民的攻擊。